# Ján Ďurica
Ján Ďurica (Dunajská Streda, Txecoslovàquia, 10 de desembre de 1981), és un futbolista eslovac, exerceix com a defensa o lateral esquerre i actualment juga al FC Lokomotiv Moscou de la Lliga Premier de Rússia.

## Carrera
Ďurica es va unir al FC Saturn Moscow Oblast després d'una campanya amb gran èxit en la Lliga de Campions de la UEFA amb el FC Artmedia Bratislava. El 31 de gener de 2009, Ďurica va signar un contracte de tres anys amb el Lokomotiv Moscou, que havia pagat 3,5 milions d'euros per sobrepassar-se al Celtic FC i el Panathinaikos FC en la subhasta per al nacional eslovac. El 13 de gener de 2010, es va confirmar que s'uniria al Hannover 96 com a cedit fins al final de la temporada.

### Clubs
| Club                | País       | Anys        |
| ------------------- | ---------- | ----------- |
| FK DAC 1904         | Eslovàquia | 2001 - 2003 |
| MFK Petr?alka       | Eslovàquia | 2003 - 2005 |
| FC Saturn           | Rússia     | 2006 - 2008 |
| FC Lokomotiv Moscou | Rússia     | 2009 - 2010 |
| Hannover 96         | Alemanya   | 2010        |
| FC Lokomotiv Moscou | Rússia     | 2010 -      |